# Municipalità di Ogre
La municipalità di Ogre (in lettone Ogres novads) è una delle trentasei municipalità della Lettonia. È situata nel centro del Paese. Il capoluogo è la città di Ogre. Con i suoi oltre 57.000 abitanti è la municipalità più popolosa della Lettonia, se non si considerano le città della Repubblica autonome.
I confini della nuova municipalità, istituita nel 2021, corrispondono a quelli del vecchio distretto di Ogre abolito nel 2009.

## Suddivisione
La municipalità comprende 4 città (Ogre, Ikšķile, Ķegums e Lielvārde) e 16 parrocchie:
- Birzgale
- Jumprava
- Krape
- Ķeipene
- Laubere
- Lēdmane
- Lielvārde
- Madliena
- Mazozoli
- Meņģele
- Ogresgals
- Rembates
- Suntaži
- Taurupe
- Tīnūži
- Tome